# Quintette à cordes
Pour les articles homonymes, voir Quintette à cordes (homonymie).

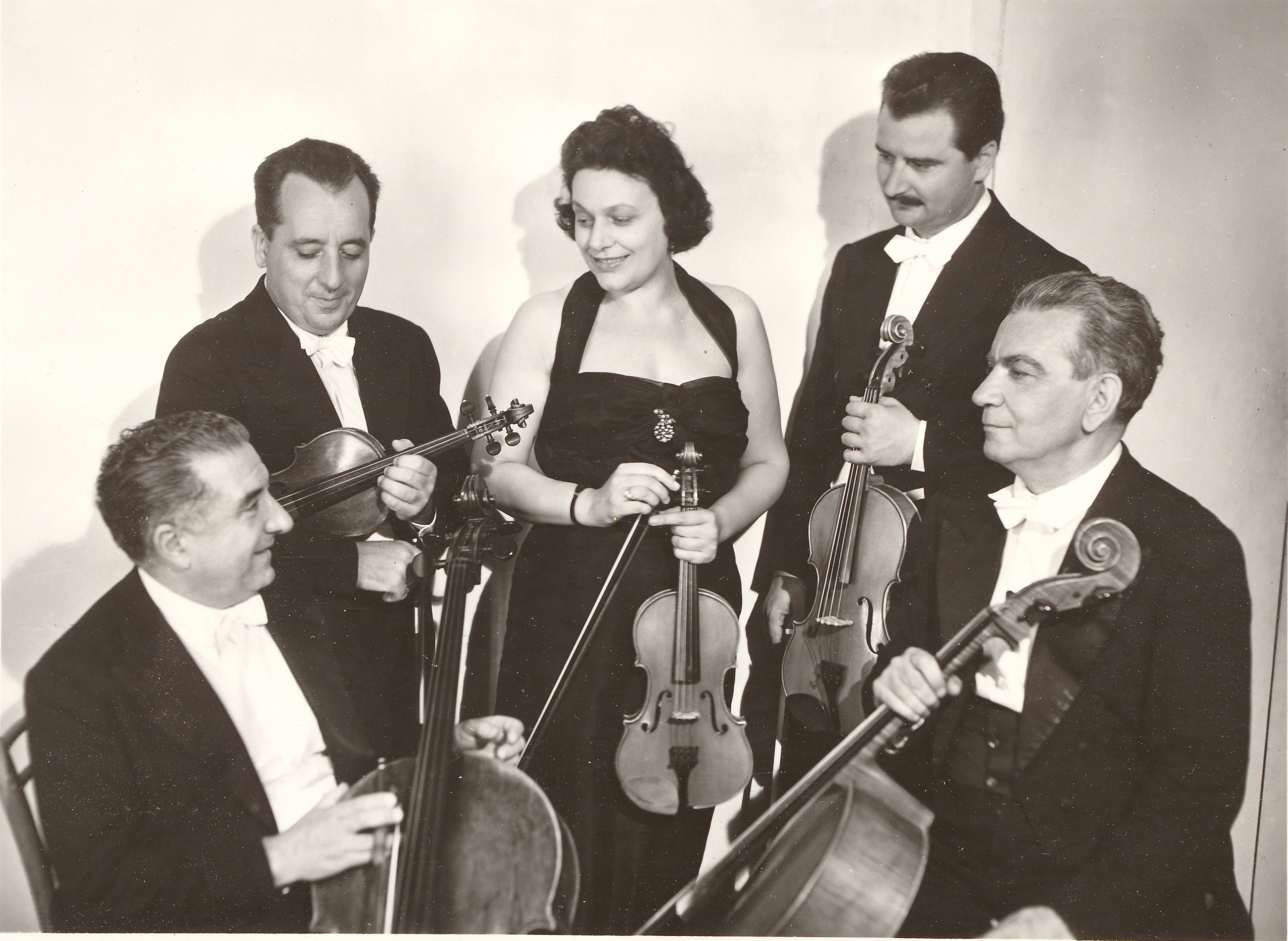
une des premières formations du Quintetto Boccherini (Nerio Brunelli, Guido Mozzato, Pina Carmirelli, Luigi Sagrati, Arturo Bonucci)

En musique, un quintette à cordes désigne soit une formation instrumentale comprenant cinq instruments à cordes, soit un genre musical (ou forme musicale) destiné à être interprété par cette formation.

## Composition d'une formation instrumentale
Plusieurs compositions pour la formation instrumentale sont possibles :
- les quatre instruments d'un quatuor à cordes ainsi qu'un deuxième alto : Mozart, Dittersdorf, Boccherini, Mendelssohn, Dvořák, Bruckner, etc. ;
- les quatre instruments d'un quatuor à cordes ainsi qu'un deuxième violoncelle : Schubert, Boccherini, Onslow, etc. ;
- les quatre instruments d'un quatuor à cordes ainsi qu'une contrebasse ou un violon : Une petite musique de nuit, de Mozart. Cette combinaison est assez rare.